# シークレット・ガーデン
シークレット・ガーデン（Secret Garden）は、アイルランド/ノルウェーのニューエイジ・ミュージック、新古典派音楽を演奏する2人組。ノルウェー出身の作曲家・ピアニスト、ロルフ・ラヴランド (Rolf Løvland) とアイルランド出身のヴァイオリニスト、フィンヌーラ・シェリー (Fionnuala Sherry) によって構成されている。

## 概要
インストゥルメンタルの楽曲が多い。
日本ではニューエイジ（癒し系音楽）として分類されることが多い。
1994年に発売されたアルバム内の楽曲「ノクターン」(Nocturne) が、1995年のユーロビジョン・ソング・コンテストでグランプリに輝き、これをきっかけに1996年にアルバム『ソングス・フロム・ア・シークレット・ガーデン』でメジャー・デビューを果たした。
このファースト・アルバムは世界中で100万枚以上を売り上げ、ノルウェー、韓国でプラチナディスクを、アイルランド、香港、ニュージーランドでゴールドディスクを獲得している。またアメリカ合衆国のビルボード・ニューエイジ・チャートでも、1996年から1997年にかけて長期にわたりチャートインしている。
彼らの最も有名な曲は、2002年のアルバム『レッド・ムーン』収録の「ユー・レイズ・ミー・アップ」であり、ジョシュ・グローバン、ウエストライフなど多くのアーティストにカバーされている。
ステージで共演した韓国の歌手KAIが、音楽的影響を受けたアーティストとしてシークレット・ガーデンの名を挙げている。

## ディスコグラフィ

### スタジオ・アルバム
- 『ソングス・フロム・ア・シークレット・ガーデン』 - Songs from a Secret Garden (1996年)
- 『ホワイト・ストーンズ』 - White stones (1997年)
- 『ニュー・センチュリー』 - Dawn of a New Century (1999年)
- 『レッド・ムーン』 - Once in a Red Moon (2002年)
- 『アースソングス』 - Earthsongs (2005年)
- Inside I'm Singing (2007年)
- 『新しきはじまりの歌』 - Winter Poem (2011年)
- Just the Two of Us (2013年)
- 『ストーリーテラー』 - Storyteller (2019年)

### ライブ・アルバム
- Live at Kilden (2016年)

### コンピレーション・アルバム
- Fairytales (1998年)
- Highlights (1999年)
- 『ドリームキャッチャー〜ベスト・オブ・シークレット・ガーデン』 - Dreamcatcher: Best of Secret Garden (2000年)
- 『ザ・ベスト・オブ・シークレット・ガーデン』 - The Best of Secret Garden (2004年)
- The Ultimate Secret Garden (2004年)
- You Raise Me up - The Collection (2018年)

## 日本での公演
- 1999年9月4日 京都・大覚寺 第12回「JAL音舞台」
- 2002年3月21日 東京・HMV新宿サウス店 トークミニライブ
- 2003年6月25日～25日 東京 Bunkamuraオーチャードホール Secret Garden Red Moon Tour 2003 First Live in Japan